# Сато, Тадаси
Тадаси Сато (англ. Tadashi Sato, яп. 佐藤正, 6 февраля 1923 — 4 июня 2005) — гавайский художник.

## Биография
Тадаси родился в Каупакалуа, на одном из крупных Гавайских островов Мауи. Его отец занимался выращиванием ананаса, торговлей, а также увлекался каллиграфией. Тадаси тоже с детства изучал рисование китайской тушью и каллиграфию.